# Назаренко Карп
Назаренко Карпо (1820? — †1890?) — лірник.

## Біографія
Карп Назаренко народився приблизно у 1820 році. Мешкав у Сніжному Куті. У нього вчився Яків Богущенко.